# Communauté d’agglomération Hérault Méditerranée
Die Communauté d’agglomération Hérault Méditerranée ist ein französischer Gemeindeverband mit der Rechtsform einer Communauté d’agglomération im Département Hérault in der Region Okzitanien. Sie wurde am 17. Dezember 2002 gegründet und umfasst 20 Gemeinden. Der Verwaltungssitz befindet sich im Ort Saint-Thibéry.
Der Gemeindeverband ist nach seiner Lage an der Mündung des Flusses Hérault in das Mittelmeer (französisch Mer Méditerranée) benannt.

## Historische Entwicklung
Mit Wirkung vom 1. Januar 2017 trat die Gemeinde Tourbes aus der aufgelösten Communauté de communes du Pays de Thongue dem hiesigen Gemeindeverband bei.

## Mitgliedsgemeinden
| Gemeinde                                        | Einwohner 1. Januar 2022 | Fläche km² | Dichte Einw./km² | Code INSEE | Postleitzahl |
| ----------------------------------------------- | ------------------------ | ---------- | ---------------- | ---------- | ------------ |
| Adissan                                         | 1.347                    | 4,46       | 302              | 34002      | 34230        |
| Agde                                            | 29.612                   | 50,81      | 583              | 34003      | 34300        |
| Aumes                                           | 502                      | 7,39       | 68               | 34017      | 34530        |
| Bessan                                          | 5.705                    | 27,65      | 206              | 34031      | 34550        |
| Castelnau-de-Guers                              | 1.199                    | 22,51      | 53               | 34056      | 34120        |
| Caux                                            | 2.692                    | 24,84      | 108              | 34063      | 34720        |
| Cazouls-d’Hérault                               | 413                      | 4,39       | 94               | 34068      | 34120        |
| Florensac                                       | 5.138                    | 35,71      | 144              | 34101      | 34510        |
| Lézignan-la-Cèbe                                | 1.569                    | 6,13       | 256              | 34136      | 34120        |
| Montagnac                                       | 4.465                    | 39,81      | 112              | 34162      | 34530        |
| Nézignan-l’Évêque                               | 1.730                    | 4,33       | 400              | 34182      | 34120        |
| Nizas                                           | 661                      | 8,53       | 77               | 34184      | 34320        |
| Pézenas                                         | 7.789                    | 29,56      | 263              | 34199      | 34120        |
| Pinet                                           | 2.012                    | 8,83       | 228              | 34203      | 34850        |
| Pomérols                                        | 2.255                    | 11,01      | 205              | 34207      | 34810        |
| Portiragnes                                     | 3.388                    | 20,16      | 168              | 34209      | 34420        |
| Saint-Pons-de-Mauchiens                         | 641                      | 13,58      | 47               | 34285      | 34230        |
| Saint-Thibéry                                   | 3.047                    | 18,47      | 165              | 34289      | 34630        |
| Tourbes                                         | 1.875                    | 15,96      | 117              | 34311      | 34120        |
| Vias                                            | 5.960                    | 32,49      | 183              | 34332      | 34450        |
| Communauté d’agglomération Hérault Méditerranée | 82.000                   | 386,62     | 212              | –          | –            |

## Aufgaben
Zu den Aufgaben des Gemeindeverbandes zählt neben der Wirtschaftsförderung und dem Umweltschutz auch der Bau von Parkplätzen, Straßen sowie Wanderwegen.